# Тоньяцци, Уго
Уго Тоньяцци (итал. Ugo Tognazzi, 23 марта 1922, Кремона — 27 октября 1990, Рим) — итальянский актёр театра и кино, кинорежиссёр, неоднократный лауреат премий «Серебряная лента» (1964, 1966, 1968, 1982), «Давид ди Донателло» (1970, 1976) и др., призёр Каннского кинофестиваля (1981). Один из крупнейших мастеров комедии по-итальянски.

## Биография
Оттавио Тоньяцци появился на свет в семье инспектора страховой компании. Впервые вышел на театральную сцену театра Доницетти в Бергамо в четыре года.
В 1936 году в возрасте четырнадцати лет начал работать на фабрике по производству колбас Negroni. Во время Второй мировой войны выступал в концертных бригадах на фронте. В 1944 году в родном городе Кремоне был архивариусом. С 1945 года выступал на эстраде и в театре.
Кинокарьера его началась в 1950 году в фильме режиссёра Марио Маттоли «Мальчишки-курсанты». В 1954—1960 годы с большим успехом выступает в телешоу Раймондо Вианелло на итальянском ТВ с комическими номерами и скетчами.
Наиболее весомые роли Тоньяцци — Уго в «Большой жратве» Феррери, Ренато Балди в фильмах Эдуара Молинаро «Клетка для чудаков» (1978) «Клетка для чудаков 2» (1980) и «Клетка для чудаков 3» (1985), Примо Спаджиарри в драме Бернардо Бертолуччи «Трагедия смешного человека» (1981).
В 1980-е годы работал главным образом в театре.
В браке с актрисой Франкой Бетойя (род. в 1936 году) воспитывал двоих детей. Его сын — Рикки Тоньяцци, кинорежиссёр, актёр, исполнил роль сына персонажа Тоньяцци-старшего в фильме «Трагедия смешного человека».
Уго Тоньяцци скоропостижно скончался 27 октября 1990 года во сне от инсульта. Похоронен на монументальном кладбище Веллетри.

## Избранная фильмография
- 1951 — I cadetti di Guascogna — Уго Босси
- 1953 — «Любовь в городе» (L’Amore in città, эпизод «Итальянцы оборачиваются», реж. Альберто Латтуада)
- 1959 — «Доверенное лицо этих дам» (Le Confident de ces dames, реж. Жак Буайе) — виконт Цезарь де Конте Бьянко
- 1960 — «Как хорошо жить» (Quelle joie de vivre, реж. Рене Клеман) — анархист
- 1961 — «Фашистский вожак» (Il federale) — Примо
- 1962 — «Привольная жизнь» (La cuccagna) — автомобилист
- 1962 — «Безумное желание» (La voglia matta) — Антонио Берлингиери
- 1962 — «Поход на Рим» (La Marcia su Roma, реж. Дино Ризи) — Умберто Гавацца
- 1962 — «Современная история: Королева пчёл» (Una storia moderna: l’ape regina, реж. Марко Феррери) — Альфонсо
- 1963 — «РоГоПаГ» (Ro.Go.Pag., реж. Грегоретти, Уго) — Тоньи
- 1963 — «Чудовища»  (I Mostri, реж. Дино Ризи) — отец / полисмен / Стефано и др.
- 1964 — «Моторизованные» (I motorizatti) — Ахилле Пестани
- 1964 — «Великолепный рогоносец»  (Il magnifico cornuto, реж. Антонио Пьетранджели) — Андреа
- 1964 — «Антисекс»  (Controsesso) — профессор
- 1964 — «Женщина-обезьяна» (La donna Scimmia, реж. Марко Феррери) — Антонио Фокаччиа
- 1965 — «Комплексы» (I Complessi, реж. Франко Росси) — профессор Гильдо Беоцци
- 1965 — «Я её хорошо знал» (Io la consocevo bene, реж. Антонио Пьетранджели) — Джиджи Баггини
- 1966 — «Аморальный» (L’immorale, реж. Пьетро Джерми) — Серджо Мазини
- 1967 — «Вопрос чести» (Una questione d’onore, реж. Луиджи Дзампа) — Эфисмо Мулас
- 1968 — «Отец семейства» (Il Padre di famiglia, реж. Нанни Лой) — Ромео
- 1968 — «Убей меня поцелуями» (Straziami, ma di baci saziami, реж. Дино Ризи) — Умберто Цицери
- 1968 — «Да, синьор» (Sissignore, реж. Уго Тоньяцци) — Оскар Петтини
- 1968 — «Барбарелла» (Barbarella, реж. Роже Вадим) — Марк Хэнд
- 1969 — «В год господень» / Nell’anno del Signore, реж. Луиджи Маньи — кардинал Агостино Риварола
- 1969 — «Свинарник» (Porcile, реж. Пьер Паоло Пазолини) — Хердхитце
- 1969 — «Сатирикон» (Satyricon, реж. Джан Луиджи Полидоро) — Трималхион
- 1970 — «Калиффа» — Аннибале Добердо
- 1970 — «Одинокие сердца» (Cuori solitari, реж. Франко Джиральди) — Стефано
- 1971 — «Аудиенция» (L’Udienza, реж. Марко Феррери) — Аурелиано Диас
- 1971 — «Именем итальянского народа» (In nome del popolo italiano; в советском прокате «Полмиллиарда за алиби», реж. Дино Ризи) — Мариано Бонифаци
- 1972 — «Мастер и Маргарита» — Николай Алексеевич Максудов, Мастер
- 1973 — «Собственность больше не кража» (La proprietà non è più un furto, реж. Элио Петри) — Мацелайо
- 1973 — «Большая жратва» (La Grande Abbuffata, реж. Марко Феррери) — Уго
- 1973 — «Хотим полковников» (Vogliamo i colonnelli, реж. Марио Моничелли) — Джузеппе Тритони
- 1974 — «Народный роман» (Romanzo popolare, реж. Марио Моничелли) — Джулио Баслетти
- 1974 — «Не тронь белую женщину» (Touche pas à la femme blanche!, реж. Марко Феррери) — Митч
- 1975 — «Мои друзья» (Amici miei, реж. Марио Моничелли) — Лелло Машетти
- 1975 — «Третья степень» (La faille, реж. Петер Фляйшман) — Георгис
- 1975 — «Утка под апельсиновым соусом» — Ливио Стефани
- 1976 ─ «Плохие мысли» (Cattivi Pensieri,реж. Уго Тоньяцци) ─ Марио Марани[4]
- 1977 — «Комната епископа» (La Stanza del vescovo, реж. Дино Ризи) — Темистокль Марио Оримбелли
- 1977 — «Новые чудовища» (Nuovi Mostri, реж. Марио Моничелли, Дино Ризи и Этторе Скола) — муж / сын / повар
- 1978 — «Первая любовь» (Primo amore, реж. Дино Ризи) — Уго Кремонези
- 1978 — «Большая пробка»(L’Ingorgo — una storia impossibile, реж. Луиджи Коменчини) — профессор
- 1978 — «Клетка для чудиков» (La Cage aux folles, реж. Эдуар Молинаро) — Ренато Бальди
- 1978 — «Кот» (Il gatto, реж. Луиджи Коменчини) — Амедео Пекораро
- 1979 — «Терраса» (La Terrazza, реж. Этторе Скола) — Амедео
- 1980 — «Воскресные любовники» (Les Seducteurs, реж. Брайан Форбс, Эдуар Молинаро, Дино Ризи и Джин Уайлдер) — Армандо
- 1980 — «Клетка для чудиков 2» (La Cage aux folles II, реж. Эдуар Молинаро) — Ренато Бальди
- 1981 — «Трагедия смешного человека» (La Tragedia di un uomo ridiculo, реж. Бернардо Бертолуччи) — Примо Спаджиари
- 1982 — «Мои друзья 2[итал.]» (Amici miei atto II, реж. Марио Моничелли) — граф Рафаэлло Машетти
- 1984 — «Дагобер» (Le Bon Roi Dagobert, реж. Дино Ризи) — Папа Римский Гонорий I
- 1984 — «Бертольдо, Бертольдино и Дурья Башка» (Bertoldo, Bertoldino e il Cacasenno, реж. Марио Моничелли) — Бертольдо
- 1985 — «Клетка для чудиков 3» (La Cage aux folles III, реж. Жорж Лотнер) — Ренато Бальди
- 1985 — «Мои друзья 3[итал.]» (Amici miei atto III, реж. Нанни Лой) — Машетти
- 1989 — «Толерантность» (Tolérance) — Мармант
- 1990 — «Битва трёх королей» (The Battle of the Three Kings, реж. Сухейль бен Барка) — Карло ди Пальма

## Награды и достижения
- 1967 год — Номинация на «Золотого медведя» Берлинского кинофестиваля («Свисток в носу»)
- 1968 год — Номинация на «Золотой глобус» за лучшую мужскую роль в комедии или мюзикле («Аморальный»)
- 1981 год — Премия на МКФ в Канне («Трагедия смешного человека»,  премия за лучшую мужскую роль)[5]